# 긴꼬리피그미주머니쥐
긴꼬리피그미주머니쥐(Cercartetus caudatus)는 꼬마주머니쥐과에 속하는 유대류의 일종이다. 오스트레일리아 북부와 인도네시아 그리고 뉴기니섬에서 발견된다. 해발 고도 1,500m 이상에서 서식하며, 곤충과 화밀을 먹고 야생에서 곤충이 있는 장소에서 꽃가루를 먹는 것으로 추정하고 있다. 큰 눈과 쥐, 설치류를 닮은 귀, 앞 쪽을 열려 있는 유대낭을 갖고 있으며, 꼬리는 몸 길이의 1.5배 정도이며 통용명은 꼬리 길이에서 유래했다. 긴꼬리피그미주머니쥐의 습성은 잘 알려져 있지 않지만, 야행성 동물이며 나무 위에서 생활하는 수상성 동물이다. 추운 날씨에는 죽은 것처럼 활동을 하지 않지만 밤에는 깨어난다. 이와 같은 무기력 상태의 원인에 대해서는 잘 알려져 있지 않다. 2년마다 번식을 한다. 1월과 2월경에 1~4마리의 새끼를 낳고, 때로는 8월말부터 9월초 사이에 두 번째로 새끼를 낳는다. 그리고 생후 45일 후에는 보금자리는 떠난다. 최대 10cm까지 자란다.